# Das zweite Gedächtnis
Das zweite Gedächtnis ist ein Roman von Ken Follett. Der Originaltitel ist Code to Zero und wurde 2000 im Original bzw. 2001 auf Deutsch veröffentlicht. Er stand im Jahr 2001 eine Woche lang auf Platz 1 der Spiegel-Bestsellerliste.

## Inhalt
Der Agenten-Thriller spielt in den letzten drei Tagen des Januars 1958. Die U.S. Air Force versucht, den Rückstand der Vereinigten Staaten gegenüber den Raumfahrt-Aktivitäten der Sowjetunion aufzuholen, der es 1957 gelungen war, mit dem Sputnik den ersten Satelliten in eine Erdumlaufbahn zu schicken. Alle Hoffnungen richten sich auf die neue Explorer-Rakete. 
Die Hauptfigur, Dr. Claude „Luke“ Lucas, erwacht auf der Herrentoilette der Union Station in Washington D.C. Er hat sein Gedächtnis verloren. Stück für Stück muss er seine Biografie rekonstruieren und seine Rolle und die seiner (vermeintlichen) Freunde im Zusammenhang mit dem US-Raumfahrtprogramm ergründen.

## Aufbau
Der Roman besteht aus 6 Teilen, die nochmals in einzelne Kapitel unterteilt sind, und einem Epilog, der im Jahr 1969 spielt.
Die Kapitel stehen in chronologischer Reihenfolge. Zu Beginn jedes Kapitels wird die Uhrzeit angegeben. Die Kapitel werden zudem mit kurzen Basisinformationen zur Explorer-Rakete begonnen.
Außerdem gibt es 6 eingeschobene Rückblenden in die Jahre 1941, 1943, 1945, 1954.

## Handlung (Detail)

### Erster Teil (5.00 Uhr – 8.30 Uhr)
Luke erwacht als Obdachloser gekleidet ohne Gedächtnis auf einer Herrentoilette der Union Station in Washington, D.C. auf. Sein vermeintlicher Obdachlosenfreund Pete sagt ihm seinen Namen und meint, er habe nur zu viel getrunken. Luke findet heraus, dass er beispielsweise Kreuzworträtsel ohne Probleme lösen kann. Er glaubt Petes Geschichte nicht mehr und trennt sich von ihm mit der Absicht, mehr über sich herauszufinden. Luke bemerkt, dass er beschattet wird, und spricht einen der Männer an, um etwas über sich herauszufinden. Er scheitert, doch er kann die Beschatter abhängen.
Billie Josephson – eine Freundin aus Lukes Studentenzeit – wird von Bern Rothsten, ihrem Ex-Mann und Vater ihres gemeinsamen Sohnes, angerufen, welcher ihr erzählt, dass Luke verschwunden ist. Pete, der in Wirklichkeit als Lukes Beschatter fungiert, kommt zu Anthony – dem Leiter der Technischen Dienste bei der CIA, der die Observation angeordnet hat – und berichtet ihm, dass sie Luke aus den Augen verloren haben.
In einer Rückblende in das Jahr 1941 werden die zentralen Figuren des Romans – Anthony, Luke, Elspeth, Billie und Bern – als Harvard-Studenten vorgestellt. Luke muss Billie – Anthonys Freundin – zu einem Bekannten fahren, damit sie nicht vom Aufseher des Studentenwohnheims bemerkt wird. Sie kommen sich näher.

### Zweiter Teil (9.00 Uhr – 15.45 Uhr)
Nachdem Luke merkt, dass er einen Polizisten entwaffnen und unschädlich machen kann, ist er sich sicher, dass er kein normaler Penner ist. Eine Prostituierte rät ihm, sich anständige Bekleidung zu besorgen. Er beschließt, einen Koffer in der Union Station zu stehlen und bricht in der Nähe ein Auto auf, das er zur Flucht benutzen will. Dies und die Fähigkeit, Französisch zu sprechen verwundern ihn. Luke bricht mit dem gestohlenen Koffer in ein Haus ein und kleidet sich neu ein. Um zu erfahren, welche Spezialkenntnisse er außerdem hat, geht Luke in die Bibliothek und findet heraus, dass er Raketenwissenschaftler ist. Als er zur Georgetown-Universität geht, um andere Raketenwissenschaftler zu finden, erfährt er von einem Expertentreffen im Smithsonian Museum. Dort trifft Luke einen Wissenschaftler, der ihn kennt.
Anthony nimmt unterdessen an der Ermittlung zu Lukes Einbruch teil und erfährt das Kennzeichen seines gestohlenen Autos.
Dr. Billie Josephson, die Ärztin an der Georgetown Nervenklinik ist, versteht nicht, warum Len Ross, ein Kollege, statt ihrer zum Forschungsdirektor der Nervenklinik gewählt worden ist und fragt Anthony, der im Entscheidungskomitee sitzt.
Sie erfährt von Joseph Bellow, einem Schizophreniekranken, der am vorigen Abend in die Klinik eingeliefert, behandelt und bereits wieder entlassen worden ist.
1941 verliebte sich Luke in Billie, was er Elspeth, seiner damaligen Freundin, beichten will. Da Billie im Wohnheim für männliche Studenten gesehen worden ist, wird sie sowie Luke, Elspeth und Anthony am Tag des Angriffs auf Pearl Harbor zum Studentendekan zitiert. Weil Luke in sie verliebt ist, meldet er sich zum Militärdienst, um ihr Exmatrikulationsverfahren zu verhindern. Daraufhin ohrfeigt ihn Elspeth, weil sie eifersüchtig auf Billie ist.

### Dritter Teil (16.15 Uhr – 24.00 Uhr)
Luke erfährt von einem jungen Wissenschaftler, dass er Dr. Claude Lucas heißt und Raketenspezialist ist. Sein Team will zum ersten Mal einen amerikanischen Satelliten starten.
Als er in Cape Canaveral anruft, erfährt er von Elspeth, seiner Frau, Einzelheiten aus seinem Leben. Außerdem findet er heraus, dass er an dem Tag, an dem er sein Gedächtnis verloren hat, einen Termin bei General Sherwood im Pentagon hatte. Dort ist er jedoch nicht aufgetaucht.
Luke trifft sich mit Billie und erfährt, dass er an unheilbarer globaler Amnesie leidet. Außerdem findet sie heraus, dass die Amnesie nicht auf natürliche Weise hervorgerufen worden ist. Billie schlussfolgert, dass Len den Posten als Forschungsdirektor versprochen bekommen und deshalb die Behandlung zugelassen hat. Die Daten des am Vortag eingelieferten Patienten stimmen mit Luke überein, so dass Billie vermutet, dass Luke dieser Patient gewesen ist. Später erzählt Anthony Billie am Telefon, dass Luke ein Spion Moskaus sei und er deshalb dessen Gehirnwäsche zugelassen habe, um ihn zu schützen. Da Luke seine Erinnerung verloren hat, ist er sich nicht sicher, ob das stimmt, doch Bern ist sich sicher, dass das falsch ist. Er selbst ist einmal Kommunist gewesen und es war Luke, der ihn abgehalten hat, zum Sowjet-Spion zu werden.
Als sich Luke in sein Hotelzimmer im Carlton aufmacht, um mehr über sich herauszufinden, merkt er, dass er von Anthony verfolgt wird und dass dieser eine Waffe bei sich trägt. Luke überwältigt ihn und kann flüchten. Anthony feuert drei Schüsse auf ihn ab, trifft Luke aber nicht.
Daraufhin fährt Luke zu Billie und erzählt ihr davon. Die beiden versuchen, Colonel Lopez von Anthonys Verschwörung zu überzeugen. Anthony hat in der Zwischenzeit allerdings schon alle Beweise aus der Nervenklinik beseitigt und dem Sicherheitschef der Armee in Cape Canaveral eingeredet, dass Luke unzurechnungsfähig sei.

### Vierter Teil (1.00 Uhr – 8.00 Uhr)
Luke und Billie gehen zusammen nochmal in Lukes Hotelzimmer und erfahren von Lukes Sekretärin Marigold am Telefon, dass er unbemerkt nach D.C. gewollt habe.
Als Luke und Billie in einem Imbiss essen, erzählt ihm Billie, dass er fünf Jahre nicht mehr mit ihr gesprochen habe, weil sie sein Kind abgetrieben hat. Luke plant, nach Huntsville zu fliegen, wo er einen Zwischenstopp auf dem Weg nach Washington eingelegt hatte. Bern stößt mit einem Flugplan zu den beiden und sagt, dass er verfolgt worden sei. Um die Verfolger, die hinter Luke her sind, abzuhängen, tauschen Bern und Luke die Kleider und werden Anthony so los. Dieser entführt jedoch Billies Sohn Larry und beordert Billie zum Jefferson Memorial, um Lukes Aufenthaltsort zu erfahren. Sie nimmt eine Waffe mit. Am Memorial angekommen, geht Billie auf Anthonys Erpressung ein und erzählt, dass Luke nach Huntsville will. Als sich Anthony nicht an die Abmachung hält, schlägt sie ihn nieder und bedroht ihn mit der Waffe. Sie reist Luke hinterher, um ihn zu warnen, nachdem sie Larry bei Bern untergebracht hat.

### Fünfter Teil (10.45 Uhr – 01.30 Uhr)
Luke, der wieder in Huntsville ist, erfährt von Marigold, dass er einen Schnellhefter gehabt hat, bevor er das letzte Mal dorthin geflogen ist, und glaubt, dass sich in diesem Ordner das Geheimnis befindet, welches Anthony ihn hat vergessen lassen wollen.
Anthony wartet in Lukes Haus in Huntsville auf ihn, um ihn umzubringen, nachdem er von Marigold erfahren hat, dass dieser dort erscheinen würde, um etwas zu suchen.
Pete entdeckt Billie am Flughafen und soll sie wegschaffen. Er beschließt, sie mit einem gefakten Telefonanruf aus einer Telefonzelle weit weg von Huntsville zu locken.
Elspeth ruft Anthony an und erzählt ihm von dem Ordner, woraufhin er beschließt, Luke am Leben zu lassen, bis dieser ihn zu dem Ordner geführt hat. Er verlässt daraufhin das Haus, als Luke eintrifft.
Luke sucht in seinem Haus nach dem Ordner, woraufhin er den Brief einer Ärztin findet, in dem steht, dass Elspeth sich einer Tubenligatur unterzogen hat. Er, der sich immer Kinder gewünscht hat, erkennt, dass ihre ganze Ehe auf einer Lüge basiert. Daraufhin fährt er zum Rechenlabor, wo er nichts findet und anschließend zum Konstruktionsgebäude, in dem er den gesuchten Ordner findet. Er öffnet ihn und findet Blaupausen, welche den Selbstzerstörungsmechanismus der Rakete zeigen.
Als er in Cape Canaveral anrufen will, hält ihn Anthony von seinem Vorhaben ab, indem er ihn mit einer Pistole bedroht. Er will Luke erschießen, doch Billie hält ihn auf, als sie gemeinsam mit Marigold erscheint und ihn ebenfalls mit einer Pistole bedroht. Schließlich ergreift Anthony die Flucht und Luke gelingt es, den Raketenstart noch in letzter Sekunde zu verhindern. Er spricht mit Colonel Hide und erzählt diesem die ganze Geschichte. Dieser sagt, er warne den Geheimdienst vor Anthony und mache die Polizei auf Theo Packman aufmerksam. Luke glaubt, dass Elspeth den Schnellhefter an eben jenen Theo adressiert hat.
Anthony jedoch warnt Elspeth, woraufhin diese Theo vor der Polizei retten kann. Anschließend erschießt Anthony Pete, der den Auftrag hat, ihn nach Washington zurückzubringen.
Luke und Billie fahren mit dem Zug nach Cape Canaveral, sprechen über ihre Beziehung und schlafen miteinander.

### Sechster Teil (08.30 Uhr – 22.48 Uhr)
Nach dem ersten gescheiterten Versuch bleibt Anthony und Elspeth nur noch eine Möglichkeit, die Rakete zu sabotieren. Dafür müssen sie an die neuen Verbindungsstecker für das Selbstzerstörungssignal der Rakete herankommen. Elspeth findet heraus, dass die Stecker im Safe in Colonel Hides Büro sind und gelangt auch an die Kombination. Gerade in dem Moment, als sie sich in dessen Büro schleichen will, um die Stecker zu holen, begegnet sie Luke. Dieser konfrontiert sie mit ihrer Tubenligatur, von der er richtig vermutet, dass der KGB sie dazu gezwungen hat, und Elspeth gesteht ihm, dass sie für die Sowjetunion arbeitet. Luke willigt ein, sie nicht anzuzeigen, unter der Bedingung, dass sie sofort das Land verlässt und nach Moskau geht. Unter dem Vorwand, auf die Toilette zu gehen, schleicht Elspeth in das Büro Colonel Hides und stiehlt die Stecker.
Luke erfährt von Billie, dass Elspeth nicht wie mit Luke verabredet zum Motel, sondern zum Strand gefahren ist. Luke erkennt den Verrat und mit Billie zusammen fahren sie ebenfalls zum Strand. Dort gelingt es ihnen, Anthony und Theo unschädlich zu machen und die Sprengung der Rakete in letzter Sekunde zu verhindern. Elspeth begeht Selbstmord, indem sie ins Meer hinausschwimmt.

### Epilog (1969)
Luke und Billie leben inzwischen zusammen und haben drei gemeinsame Kinder. Am Abend des 20. Juli verfolgen sie gemeinsam die Mondlandung im Fernsehen.

## Besonderheiten
Jeder Teil beginnt mit einem Bild, in dem einerseits ein Foto eines Mannes nach und nach vervollständigt wird und in diesem Teil vorkommende Gegenstände gezeigt werden. Im Bild, das den zweiten Teil einleitet, ist ein Kartenschnipsel von Washington, D.C. zu sehen, in dem mehrere Gebäude (United States Holocaust Memorial Museum, Hirshhorn Museum and Sculpture Garden, National Air and Space Museum, National Museum of African Art, Arthur M. Sackler Gallery) eingezeichnet sind, die es zum Zeitpunkt der Handlung noch nicht gab.